# اکبرآباد (خنج)
اکبرآباد (خنج)، روستایی از توابع بخش مرکزی شهرستان خنج در استان فارس ایران است.

## جمعیت
این روستا در دهستان تنگ نارک قرار دارد و بر اساس سرشماری مرکز آمار ایران در سال ۱۳۹۵، جمعیت آن ۱۵۱ نفر (۲۵ خانوار) بوده‌است.